# Тиноватка (приток Тоголики)
Тиноватка — река в России, протекает в Томской области. Устье реки находится в 7 км по правому берегу реки Тоголика. Длина реки составляет 71 км, площадь водосборного бассейна 706 км². Приток — Песчаная.

## Данные водного реестра
По данным государственного водного реестра России относится к Верхнеобскому бассейновому округу, водохозяйственный участок реки — Кеть, речной подбассейн реки — бассейн притоков (Верхней) Оби от Чулыма до Кети. Речной бассейн реки — (Верхняя) Обь до впадения Иртыша.